# Pipturus albidus
Pipturus albidus är en nässelväxtart som först beskrevs av William Jackson Hooker och Arn., och fick sitt nu gällande namn av Samuel Frederick Gray och Horace Mann. Pipturus albidus ingår i släktet Pipturus och familjen nässelväxter. Inga underarter finns listade i Catalogue of Life.

## Bildgalleri

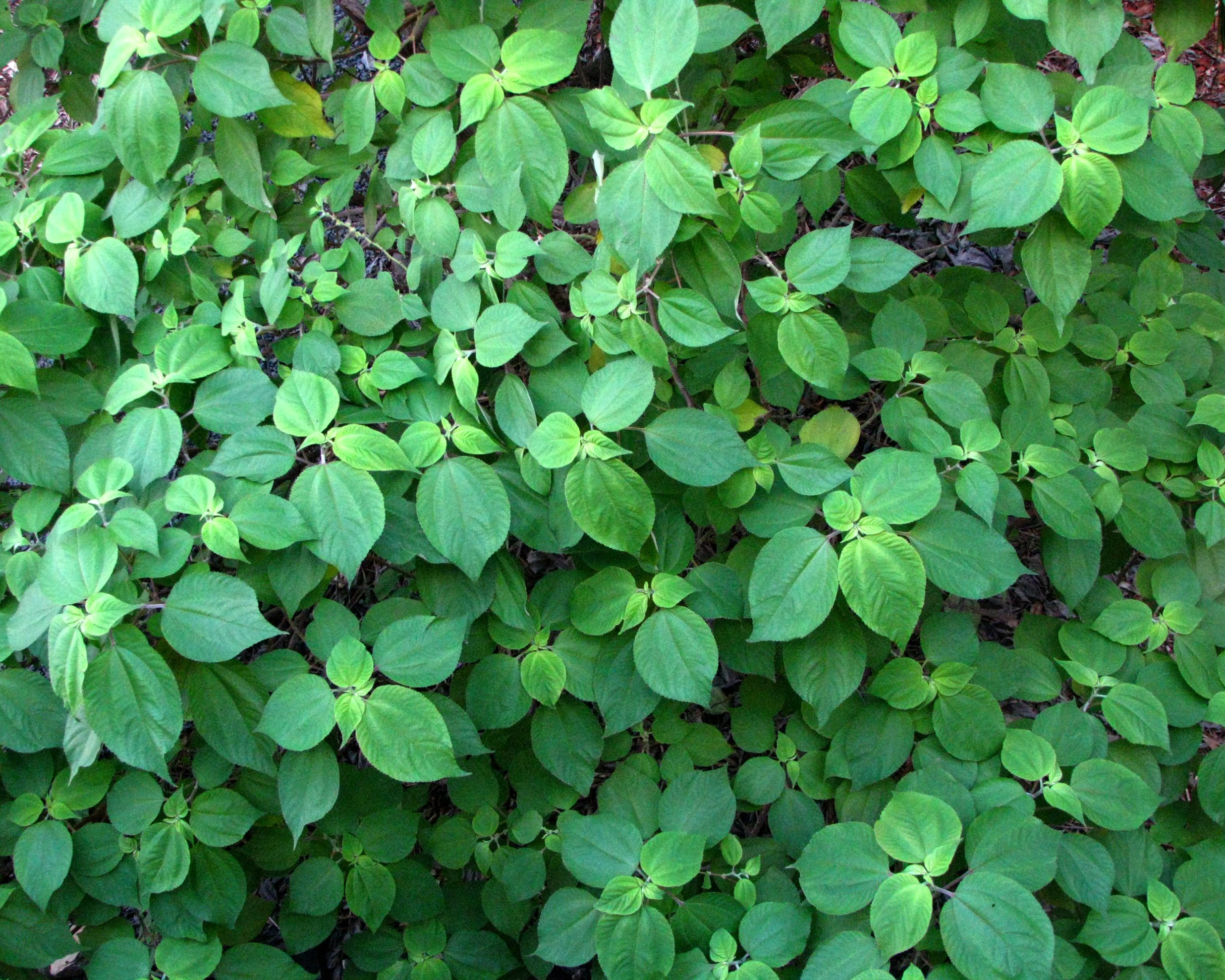
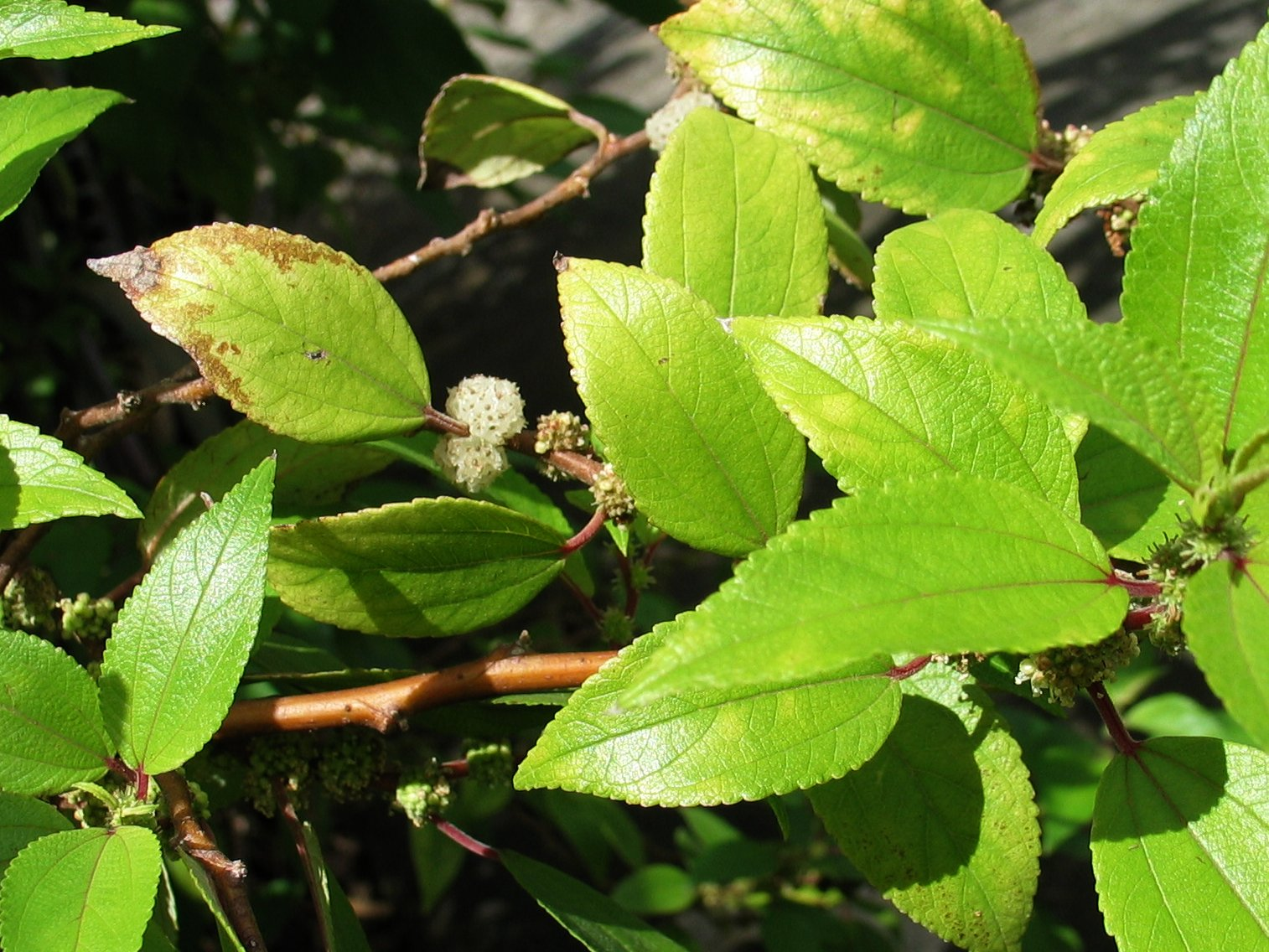
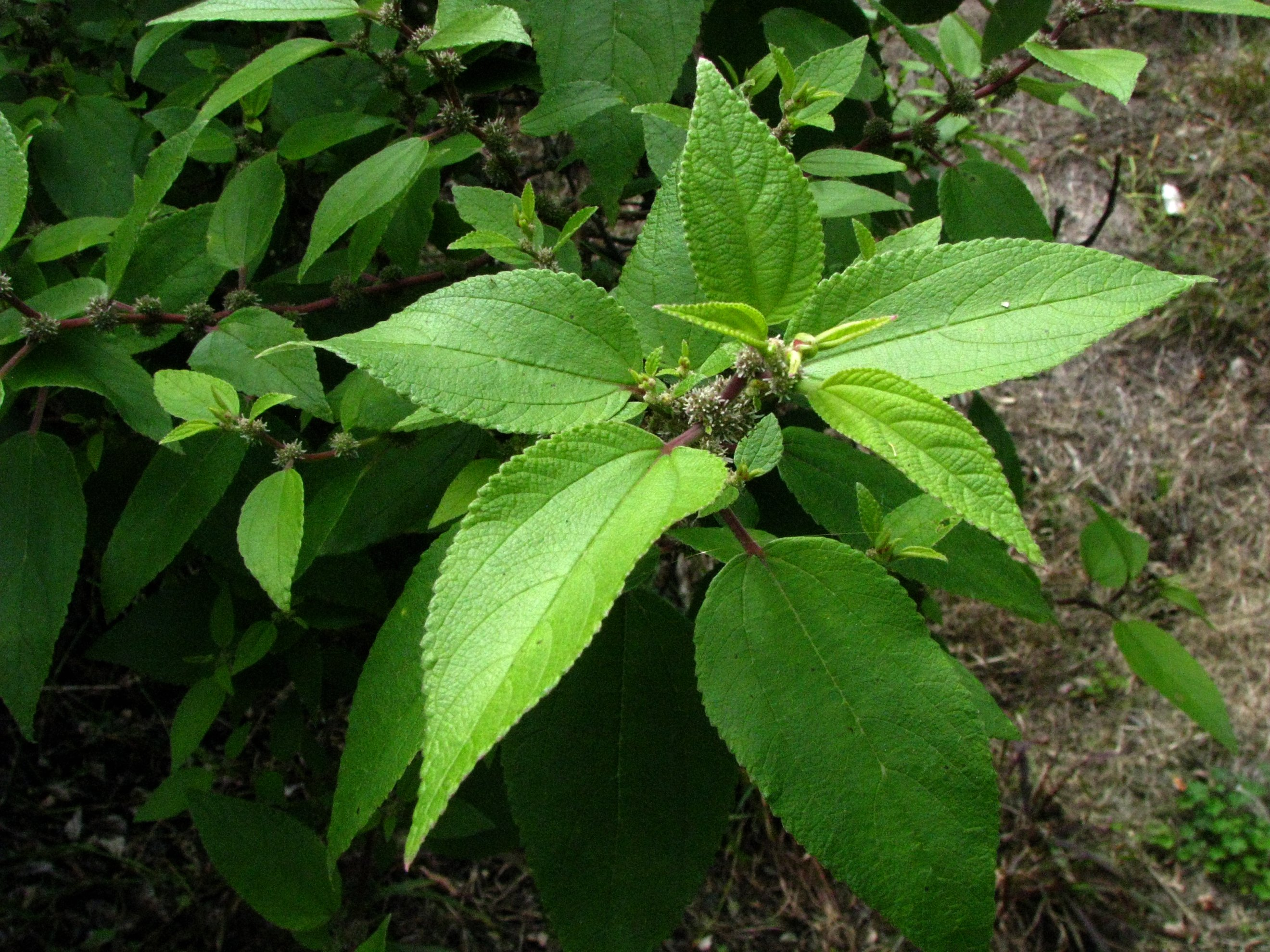
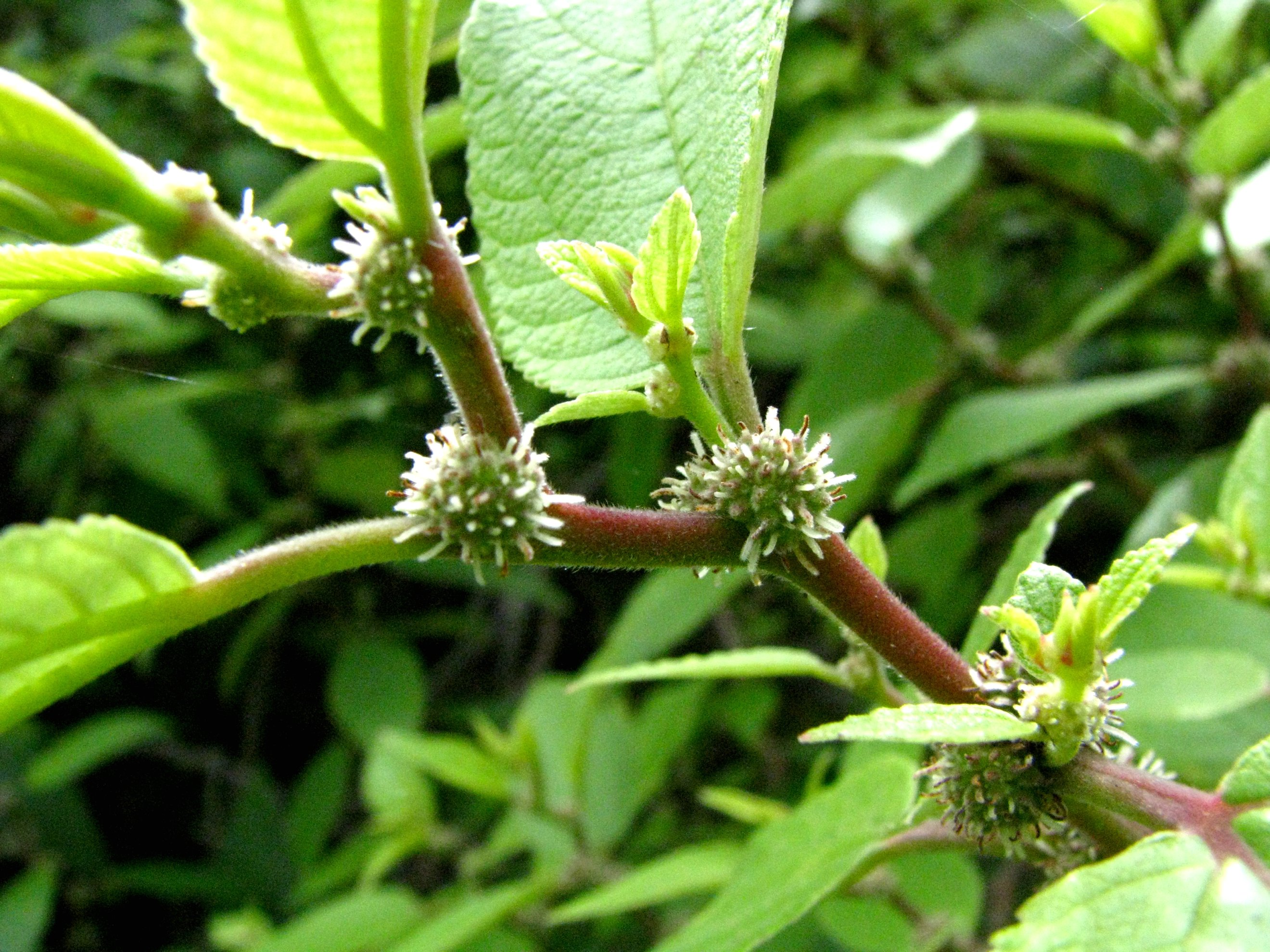
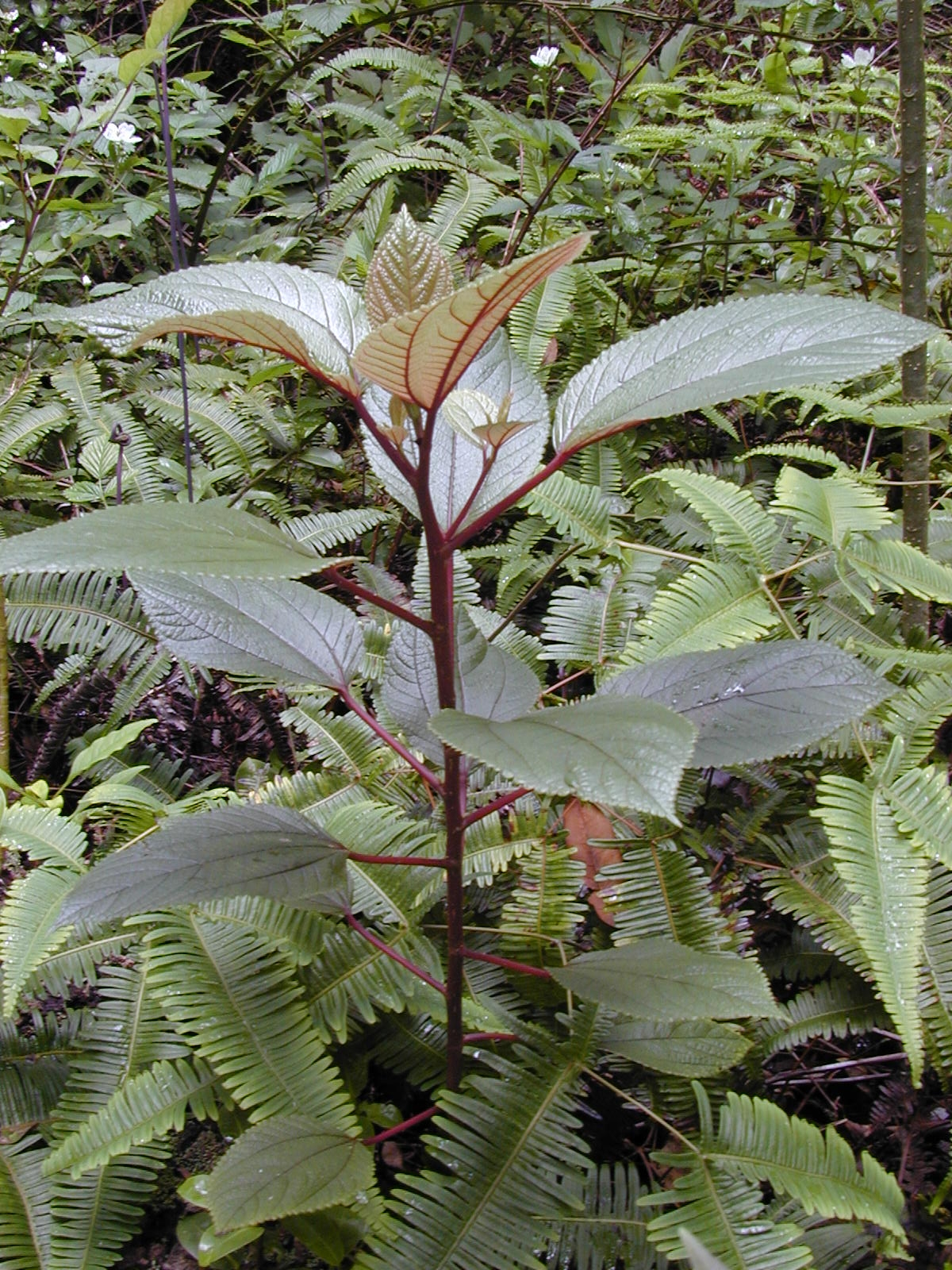
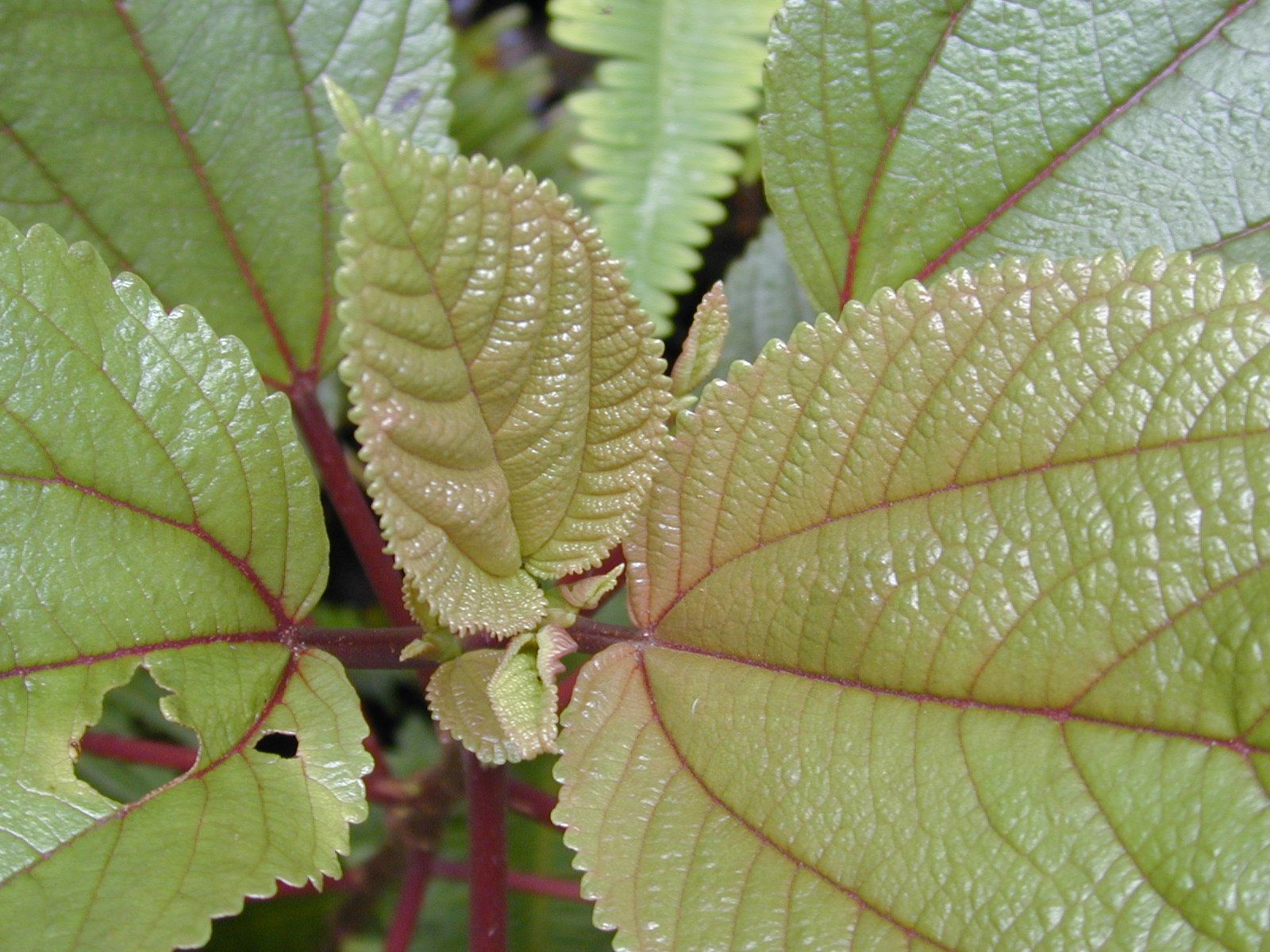